# 상지건설
주식회사 상지건설은 대한민국의 고급빌라 건설기업이다.

## 역사
2017년 상장 기업인 포워드컴퍼니스가 하반기 상지건설을 인수/합병하며 동사의 고급빌라 브랜드인 상지카일룸으로 사명을 변경하였고 2024년에 상지건설로 상호명을 변경하였다.
임무영 전 상지건설 사외이사가 이재명 후보의 2022년 대선 당시 선거 캠프에 참여한 이유로 2025년 이재명 대선후보의 테마주로 분류되어 주가가 9거래일 연속 상한가를 기록한 적이 있다.
2025년 유상증자 청약 결과 청약률 5.65%의 부진한 성적을 냈다.